# 가와니시촌 (오사카부)
가와니시촌(일본어: 川西村)은 일본 오사카부 미나미카와치군에 설치되었던 촌이다. 현재의 돈다바야시시 북서부에 해당한다.